# Jan van Paradijs

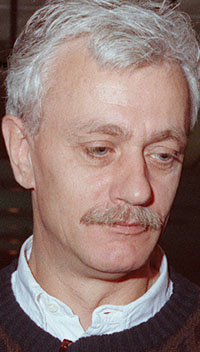
Jan van Paradijs

Jan van Paradijs (* 9. Juni 1946 in Haarlem; † 2. November 1999 in Amsterdam) war ein niederländischer Astrophysiker, bekannt für die erste Entdeckung des optischen Nachglühens eines Gammablitzes (28. Februar 1997). Er war einer der führenden Experten für Hochenergie-Astronomie.
Seine Entdeckung des optischen Nachglühens von GRB 970228 (GRB für Gamma Ray Burst) ermöglichte die Klärung der lange offenen Frage der Natur der GRB, insbesondere zeigten sie, dass der beobachtete GRB aus einer weit entfernten Galaxie stammte.
Van Paradijs war das älteste von sieben Kindern eines Maurers. Er besuchte dank der Fürsprache seines Schulleiters die Höhere Bürgerschule in Haarlem und studierte ab 1963 Mathematik, Physik und Astronomie an der Universität Amsterdam. 1966 erhielt er seinen Kandidaten-Abschluss und 1970 sein Diplom. Daneben spielte er semiprofessionell Basketball. 1975 wurde er bei David Koelbloed über die chemische Zusammensetzung kühler Riesensterne promoviert, wobei er 1972 zeigte, dass die im Spektrum beobachtete Mikroturbulenz echter hydrodynamischer Turbulenz entsprach. Er wies dies anhand der Änderung der Turbulenz während der Pulsationsphase in einem Cepheiden nach. Nach seiner Promotion befasste er sich mit Röntgen-Doppelsternen und Neutronensternen. 1977 bis 1979 war er als Post-Doktorand am Massachusetts Institute of Technology, wo er sich mit Röntgenausbrüchen (X-Ray Bursts) befasste und eine langjährige Zusammenarbeit mit Walter Lewin begann. X-Ray-Bursts und sie begleitende optische Transienten blieben sein Forschungsgebiet. 1988 wurde er Professor an der Universität Amsterdam.
1997 gelang ihm kurz nach der Beobachtung von Nachglühen im Röntgenbereich durch den BeppoSAX Satelliten die erstmalige Beobachtung des Nachglühens im optischen Bereich (mit seinen Studenten Paul Groot und Titus Galama).
Seine letzte Arbeit 1999 betraf den Zusammenhang von GRB und Supernovae, wo mehrere seiner Schüler Pionierarbeit leisteten (Galama, Vreeswijk bei einer gleichzeitigen Beobachtung einer SN und eines GRB 1998).
Er war seit 1992 mit der griechischen Astrophysikerin Chryssa Kouveliotou am NASA Marshall Space Flight Center in Huntsville verheiratet und war seit 1993 in Teilzeit Professor an der University of Alabama. Er war Ko-Autor einer Arbeit von  Kouveliotou von 1998, in der sie Magnetare entdeckte (Neutronensterne mit sehr starken magnetischen Feldern). Aus erster Ehe hatte er einen Sohn und eine Tochter.

## Auszeichnungen
- 1998 Bruno-Rossi-Preis
- 1999 Namensgeber für den Asteroiden (9259) Janvanparadijs[3]